# Sony Xperia
Xperia is een merknaam en productserie van smartphones, tabletcomputers en phablets van het Japanse conglomeraat Sony. Het woord Xperia is afkomstig van het Engelse woord experience (Nederlands: ervaring).

## Geschiedenis
De productserie startte op 27 oktober 2008 met de introductie van de Xperia X1, een smartphone met een hogeresolutiebeeldscherm die moest concurreren met fabrikanten als HTC en Apple. In 2009 verscheen de Xperia X2, die een verbeterde camera met 8,1 megapixels heeft en tevens wifi en GPS kreeg.
In 2010 kwam de X10 op de markt. Sony ging de smartphones nu met het mobiele besturingssysteem Android installeren, in plaats van Windows Mobile. De smartphone werd geprezen om zijn ontwerp, maar er was kritiek om de verouderde versie van Android. Ook moesten applicaties binnen Timescape UI, de gebruikersinterface van de Xperia's, steeds opnieuw worden geprogrammeerd na elke update van Android, wat zorgde voor een vertraging.
De Xperia Z-serie uit 2013 is waterafstotend en kreeg de mogelijkheid om te filmen op 1080p-kwaliteit met HDR-functie. Ook kwam er een phabletversie op de markt onder de naam Xperia Z Ultra. Eind 2013 is de Z-serie opgevolgd door de Z1, met verbeterde processors en een camera voor aangevulde realiteit.
In 2016 volgde de Xperia X-serie de Z-serie op. De smartphone draait op een Qualcomm Snapdragon-processor met een klokfrequentie van 1,8 GHz. De ingebouwde camera maakt opnames met 23 megapixels en het toestel draait op Android 6.0.1 Marshmallow. 
De Sony Xperia XZ2 verscheen in 2018. Het toestel heeft een 4K HDR-scherm met een 19 megapixel camera waarmee in zeer donkere omgevingen foto's gemaakt kunnen worden.

## Productserie

### Smartphones
- Xperia X1 (2008)
- Xperia X2 (2010)
- Xperia X10 (2010)
  - Xperia X10 mini
  - Xperia X10 mini pro
- Xperia X8 (2010)
- Xperia arc / arc S (2011)
- Xperia neo / neo V (2011)
- Xperia Play (2011)
- Xperia acro (2011)
- Xperia mini (pro) (2011)
- Xperia ray (2011)
- Xperia active (2011)
- Xperia S / NX / arc HD (2012)
- Xperia ion (2012)
- Xperia acro HD / S (2012)
- Xperia sola (2012)
- Xperia neo L (2012)
- Xperia P (2012)
- Xperia U (2012)
- Xperia advance / go (2012)
- Xperia SX (2012)
- Xperia tipo (2012)
- Xperia TX / GX (2012)
- Xperia miro (2012)
- Xperia T / TL (2012)
- Xperia SL (2012)
- Xperia J (2012)
- Xperia V / AX / VL / VC (2012)
- Xperia Z (2013)
- Xperia E (dual) (2013)
- Xperia SP (2013)
- Xperia ZL / ZQ (2013)
- Xperia ZR / A (2013)
- Xperia UL (2013)
- Xperia L (2013)
- Xperia C (2013)
- Xperia M (dual) (2013)
- Xperia Z ultra (2013)
- Xperia Z1 / Z1s (2013)
- Xperia Z1 Compact (2014)
- Xperia E1 (2014)
- Xperia T2 Ultra (2014)
- Xperia Z2 (2014)
- Xperia A2 / J1 Compact (2014)
- Xperia M2 (2014)
- Xperia ZL2 / Z2a (2014)
- Xperia T3 (2014)
- Xperia C3 (2014)
- Xperia Z3 / Z3 Compact (2014)
- Xperia E3 (2014)
- Xperia E4 (2015)
- Xperia M4 (2015)
- Xperia C4 (2015)
- Xperia Z3+ / Z4 (2015)
- Xperia A4 (2015)
- Xperia C5 Ultra (2015)
- Xperia M5 (2015)
- Xperia Z5 / Z5 Compact (2015)
- Xperia X (2016)
- Xperia XA / XA Ultra (2016)
- Xperia E5 (2016)
- Xperia XZ (2016)
- Xperia XZs (2017)
- Xperia XA1 / XA1 Plus (2017)
- Xperia L1 (2017)
- Xperia XZ1 (2017)
- Xperia R1 (2017)
- Xperia L2 (2018)
- Xperia XA2 (2018)
- Xperia XZ2 (2018)
- Xperia XZ3 (2018)
- Xperia L3 (2019)
- Xperia 10 / 10 Plus (2019)
- Xperia 1 (2019)
- Xperia Ace (2019)
- Xperia 5 (2019)
- Xperia 8 (2019)
- Xperia L4 (2020)
- Xperia 1 II (2020)
- Xperia 10 II (2020)
- Xperia 5 II (2020)
- Xperia PRO (2021)
- Xperia 10 III (2021)
- Xperia 5 III (2021)
- Xperia 1 III (2021)
- Xperia Ace II (2021)
- Xperia PRO-I (2021)
- Xperia 10 IV (2022)
- Xperia 1 IV (2022)
- Xperia Ace III (2022)
- Xperia 5 IV (2022)

### Tablets
- Xperia Tablet S (2012)
- Xperia Tablet Z (2013)
- Xperia Z2 Tablet (2014)
- Xperia Z3 Tablet Compact (2014)
- Xperia Z4 Tablet (2015)